# Dries Mertens
Dries Mertens (Lovaina, Bèlgica, 6 de maig de 1987) és un futbolista professional flamenc que juga com a migcampista al SSC Napoli.
Ha estat internacional amb la selecció nacional belga.
A nivell de club ha destacat al FC Utrecht, PSV Eindhoven i SSC Napoli.

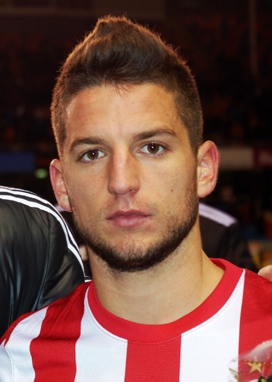
Dries Mertens

## Palmarès
PSV Eindhoven
- 1 Copa neerlandesa: 2011-12
- 1 Supercopa neerlandesa: 2012

SSC Napoli
- 2 Copes italianes: 2013-14, 2019-20
- 1 Supercopa italiana: 2014

Galatasaray SK
- 2 Lligues turques: 2022-23, 2023-24
- 1 Supercopa turca: 2023